# 強直性脊椎炎
強直性脊椎炎（きょうちょくせいせきついえん）は、反応性関節炎（Reiter症候群）、乾癬性関節炎、炎症性腸疾患に伴う関節炎、若年性脊椎関節症、分類不能な脊椎関節症などとともに、血清反応陰性関節炎（脊椎関節症）に含まれる疾患の一つである。リウマトイド因子や抗環状シトルリン化ペプチド抗体（抗CCP抗体）が陰性で、主に脊椎（脊椎椎間関節、椎体辺縁）、仙腸関節、末梢関節（特に下肢）、腱や靭帯の骨への付着部が侵される疾患。靭帯付着部などの関節辺縁に限局した骨炎が生じ、軟骨下骨や線維軟骨が肉芽組織に置換され、炎症が収まるのに伴いこの肉芽組織が骨化し、骨強直を来す。関節リウマチが関節腔内の滑膜炎であるのに対し、この疾患では基本的に筋・腱の骨付着部における炎症である。
英名では　ankylosing spondylitis　ということから日本では略語としてASと呼ばれている。

## 疫学
男女比は3~5：1程度で男性に多いとされる。日本での患者数は400名強、有病率は人口10万人対0.4~4と推定される。ただし、早期診断が困難で、診断されるのが発症後3年から最長20年にも及ぶことを考慮すると、潜在的な患者数はより多いことが推定される。予後は比較的良好とされる。

## 症状
非定型的で両側性の腰部、背部、股関節、膝、肩関節のこわばり（特に朝に強い）や痛み、臀部痛などがあり、また腰背部、時に股関節や膝関節、肩関節では可動域に制限がみられる。胸郭運動の制限もしばしば認め、深呼吸で胸部痛がある。

## 合併症
以下が起こりうる。
- 虹彩毛様体炎（失明の危険性がある）
- 大動脈弁閉鎖不全症（時に突然死の原因になる）

## X線所見
初期は仙腸関節部の辺縁不整にはじまり、続いて関節裂隙が狭小化して骨性強直が生じる。脊椎では前縦靭帯の骨化、側面像での椎体の方形化（squaring）、さらに進行すると椎体が互いに竹節状に強直し竹様脊柱（bamboo spine）となる。

## 診断基準
改訂ニューヨーク基準（Modified New York Criteria　1984年）では、
臨床基準
- 運動により改善し、安静によって改善しない、3ヵ月以上持続する腰痛
- 矢状面、前頭面両方における腰椎可動域制限
- 年齢、性別によって補正した正常値と比較した、胸郭拡張制限

HLA（ヒト白血球抗原）検査基準
HLA検査（ヒト白血球抗原）によりなんらかの遺伝的要素が原因であるかと指摘されている
その根拠にこの患者の9割程の方がHLA B27型に陽性を示す事が多く現在有効的な診断手法として用いられている
X線基準
- 両側のgrade 2以上、あるいは一側のgrade 3～4の仙腸関節炎

の2つの基準に基づき
確実例X線基準と、1項目以上の臨床基準を満たす場合
疑い例
X線基準を満たさないが、臨床基準3項目を満たす場合
X線基準を満たすが、臨床基準が一つも満たされない場合
とする。なお、X線基準のgradeとは
- grade 0 - 正常
- grade 1 - 疑わしい変化
- grade 2 - 軽度の仙腸関節炎（関節裂隙の変化を伴わない限局的な骨侵食や硬化）
- grade 3 - 中等度の仙腸関節炎（骨侵食、硬化、裂隙の拡大や狭小化、部分的な強直を伴う）
- grade 4 - 完全な強直

である。

## 治療
- 理学療法（AS体操など）と薬物治療の組み合わせが必要
- 疼痛とこわばりがある AS 患者に対しては、第一選択治療薬として NSAIDs が推奨
- ウパダシチニブ - 既存の治療で効果が不十分な場合に用いられる内服JAK阻害剤[1]。
- 体軸性疾患の治療においてスルファサラジンとメトトレキサートなどの抗リウマチ薬の有効性についてはエビデンスが存在しない。ただし、スルファサラジンは末梢関節炎の患者には考慮される
- 従来治療にもかかわらず疾患の活動が高度のまま持続している患者には、インフリキシマブやアダリムマブといった薬剤を用いた抗TNF治療を行なうべきである